# Viktor Havlicek
Viktor Havlicek (Wenen, 16 juli 1914 - Düren, 22 oktober 1971), was een Oostenrijkse voetballer en voetbalcoach. Eind jaren 1950 was hij onder het toezicht van selectieheer Constant Vanden Stock trainer van het Belgisch voetbalelftal.

## Carrière
Viktor Havlicek speelde in de jaren '30 als doelman voor First Vienna FC, de oudste club van Oostenrijk. Midden jaren '30 werd hij ook drie keer geselecteerd voor de nationale ploeg van zijn land. Na de Tweede Wereldoorlog stopte hij met voetballen en ging hij als coach aan de slag. Havlicek speelde op het einde van zijn spelersloopbaan in Duitsland en werd daar ook trainer van onder meer Alemannia Aachen, vervolgens trainde hij acht jaar lang MVV. Twee maanden voor het einde van de competitie volgde hij in 1956 zijn landgenoot Ludwig Veg op bij Rapid JC en werd vervolgens met deze club landskampioen.
In 1958 werd hij aangesteld als de nieuwe bondscoach van België. Constant Vanden Stock selecteerde het elftal, maar Havlicek leidde de trainingen. Hij zat dertien wedstrijden op de bank en werd in mei 1960 afgelost door Henri Dekens. Nadien werd Havlicek voor één seizoen trainer van Antwerp FC. In 1961 keerde hij terug naar Maastricht, waar hij in 1963 zijn loopbaan als trainer afsloot. Op dat moment had hij een sportzaak in Düren.

## Familie
Broer Eduard trainde onder meer Borussia Dortmund, Gottlieb voetbalde onder andere in Frankrijk. Een derde broer, Hans, was een professioneel bokser.